# Plagithmysus fractus
Plagithmysus fractus là một loài bọ cánh cứng trong họ Cerambycidae.